# 野々すみ花
野々 すみ花（のの すみか、1987年2月27日 - ）は、日本の女優。元宝塚歌劇団宙組トップ娘役。
京都府久世郡久御山町、聖母学院高等学校出身。身長161cm。血液型O型。愛称は「すみか」。

## 来歴
2003年、宝塚音楽学校入学。
2005年、宝塚歌劇団に91期生として入団。花組公演「マラケシュ・紅の墓標／エンター・ザ・レビュー」で初舞台。その後、花組に配属。
卓越した演技力で早くから注目を集め、2007年の「明智小五郎の事件簿-黒蜥蜴」で新人公演初ヒロイン。入団2年目での抜擢となった。その後も3度に渡って新人公演ヒロインを務める。同年の「舞姫」で宝塚バウホール公演初ヒロイン。翌年3月にも再演される。
2008年、「銀ちゃんの恋」（シアター・ドラマシティ・日本青年館公演）で、東上公演ヒロイン。後にコンビを組むこととなる大空祐飛の相手役を務める。
2009年の「オグリ!」（バウホール・日本青年館公演）でも東上公演ヒロイン。同年6月16日付で大空と共に宙組へ組替えとなり、7月6日付で宙組トップ娘役に就任。入団5年目でのトップ就任となった。大空の相手役として、「カサブランカ」でトップコンビ大劇場お披露目。同年より池田銀行のイメージガールを務める。
2012年7月1日、「華やかなりし日々／クライマックス」東京公演千秋楽をもって、宝塚歌劇団を大空と同時退団。同年7月12日に梅田芸術劇場への所属を発表。
2013年1月の蜷川幸雄演出による舞台「祈りと怪物 〜ウィルヴィルの三姉妹〜」で女優としてデビュー。2014年にはミュージカル「シェルブールの雨傘」でヒロインのジュヌヴィエーヴ役、2015年にはチャップリンの晩年の傑作映画『ライムライト』の世界初の舞台化作品である「音楽劇 ライムライト」でヒロインのバレリーナ・テリー役を演じる など、舞台作品に出演。
また、テレビでは、TBSテレビ「日立 世界・ふしぎ発見!」ミステリーハンターとして2013年 から14回（2021年9月時点）出演。2014年6月にNHK木曜時代劇「吉原裏同心」で吉原遊廓の頂点に立つ花魁・薄墨太夫役。2015年にはNHK連続テレビ小説「あさが来た」にレギュラー、三味線の師匠・美和役を演じた。
2018年2月26日、結婚を発表。同年7月1日、梅田芸術劇場との契約を終了し、個人として活動していくことを報告。
2019年に第一子男児を出産。

## 人物
3人姉妹の長女。幼少期は人前で喋ることさえ苦手だったが、宝塚歌劇が好きだった父に「お前は宝塚に入れ」と言われ、6歳からクラシックバレエとピアノを習い始める。畑と田んぼに囲まれた緑豊かな京都の郊外で育ち、放課後バレエのレッスンや部活を終えた後は、京野菜作りや卵の収穫など農業を営む実家の手伝いをしていた。
小学校低学年の時にたまたまテレビで見た宝塚歌劇に感激し、トップ娘役の花總まりが大きな羽根を背負って大階段から下りてくる姿を目にした瞬間に、「私はここに行く」と宝塚を志した。
芸名の由来は「野に咲く花のように、雨が降っても風が吹いても、地面に根を張って、小さくてもいいからやさしい花に見えるように」と、本名を生かしつつ、家族で相談して決めた。

## 宝塚歌劇団時代の主な舞台

### 初舞台
- 2005年3 - 5月、花組『エンター・ザ・レビュー』（宝塚大劇場）[29][30]

### 花組時代
- 2005年5 - 7月、『マラケシュ・紅の墓標』『エンター・ザ・レビュー』（東京宝塚劇場）[31]
- 2005年11 - 2006年2月、『落陽のパレルモ』 - 幼年時代のヴィットリオ[注釈 1][32][33]『ASIAN WINDS! - アジアの風 -』
- 2006年3 - 4月、『スカウト』（バウホール） - ジェシカ[34]
- 2006年6 - 10月、『ファントム』 - 幼いエリック、新人公演：メグ（団員女）（本役：華耀きらり）[35][36]
- 2006年11 - 12月、『MIND TRAVELLER-記憶の旅人-』（ドラマシティ・日本青年館） - ジュディ・カザン[37]
- 2007年2 - 5月、『明智小五郎の事件簿-黒蜥蜴』 - 早苗、新人公演：黒トカゲ（本役：桜乃彩音）[38][39][40]『TUXEDO JAZZ（タキシード ジャズ）』 新人公演初ヒロイン
- 2007年6月、『舞姫-MAIHIME-』（バウホール） - エリス・ワイゲルト[41][42] バウ初ヒロイン
- 2007年7 - 8月、『ハロー!ダンシング』（バウホール）[43]
- 2007年9 - 12月、『アデュー・マルセイユ -マルセイユへ愛を込めて-』 - ミレーユ、新人公演：マリアンヌ（本役：桜乃彩音）[44][45][40] 『ラブ・シンフォニー』新人公演ヒロイン
- 2008年2月、『メランコリック・ジゴロ -あぶない相続人-』 - ティーナ[46]『ラブ・シンフォニーII』（中日劇場）
- 2008年3月、『舞姫-MAIHIME-』（日本青年館） - エリス[42] 東上初ヒロイン
- 2008年5 - 8月、『愛と死のアラビア -高潔なアラブ戦士になったイギリス人-』 - 侍女ファハマ、新人公演：サミーラ（本役：白華れみ）[47][48]『Red Hot Sea』
- 2008年10月、『銀ちゃんの恋』（ドラマシティ・日本青年館） - 小夏[49][50][51] 東上ヒロイン
- 2009年1 - 3月、『太王四神記 -チュシンの星のもとに-』 - タルビ／タムドク（少年）、新人公演：カジン／キハ（本役：桜乃彩音）[52][53][54] 新人公演ヒロイン
- 2009年5 - 6月、『オグリ!』（バウホール・日本青年館） - 照手姫[55] 東上ヒロイン

### 宙組トップ娘役時代
- 2009年8月、『大江山花伝 -燃えつきてこそ-』 - 藤子／藤の葉[56]『Apasionado!!II』（博多座）[57] トップお披露目公演
- 2009年11 - 2010年2月、『カサブランカ』 - イルザ・ランド[58][59][60] 大劇場トップお披露目公演
- 2010年3 - 4月、『シャングリラ-水之城-』（ドラマシティ・日本青年館） - 美雨（ミウ）[61][62][51]
- 2010年5 - 8月、『TRAFALGAR -ネルソン、その愛と奇跡-』 - エミリィ・ハミルトン（エマ）[63][64]『ファンキー・サンシャイン』[65]
- 2010年9月、『銀ちゃんの恋』（全国ツアー） - 水原小夏[66]
- 2010年11 - 2011年1月、『誰がために鐘は鳴る』 - マリア[67][68][69]
- 2011年3月、『ヴァレンチノ』（ドラマシティ） - ジューン・マシス[70]
- 2011年5 - 8月、『美しき生涯 -石田三成 永遠の愛と義-』 - 茶々／淀[71][72]『ルナロッサ -夜に惑う旅人-』[73]
- 2011年8月、『ヴァレンチノ』（日本青年館） - ジューン・マシス[74]
- 2011年10 - 12月、『クラシコ・イタリアーノ』 - ミーナ・プッティ[75][75]『NICE GUY!!』
- 2012年2月、『仮面のロマネスク』 - メルトゥイユ夫人[76]『Apasionado!!II』（中日劇場）[77]
- 2012年4 - 7月、『華やかなりし日々』 - ジュディ・レイン[78][79]『クライマックス』退団公演[80]

### 出演イベント
- 2012年5月、野々すみ花ミュージック・サロン『GIFT〜たからもの〜』 主演[81]

## 宝塚歌劇団退団後の主な活動

### 舞台
- 祈りと怪物 〜ウィルヴィルの三姉妹〜 蜷川幸雄演出バージョン（2013年1月 - 2月、Bunkamuraシアターコクーン / シアターBRAVA!） - レティーシャ / カサンドラ 役[82]
- プルーフ / 証明（2013年9月 - 10月[83]、シアター711）[82] - キャサリン 役[84]
- ミュージカル 愛の唄を歌おう（2014年1月 - 2月、東急シアターオーブ / オリックス劇場） - 香織 役[85][86]
- ミュージカル シェルブールの雨傘（2014年9月- 10月、シアタークリエ / 福岡市民会館 / サンケイホールブリーゼ / 中日劇場） - ジュヌヴィエーヴ 役[82][87]
- 音楽劇 ライムライト（2015年7月、シアタークリエ） - テリー 役[82][88]
- 朗読劇『ラヴ・レターズ 〜2016 The Climax Special〜』（2016年6月28日、パルコ劇場） - メリッサ 役[89]
- 君が人生の時（2017年6月 - 7月、新国立劇場中劇場）[90]

### テレビドラマ
- すみれの花咲く頃（2007年1月8日、NHK BS-hi / 4月1日、NHK総合） - 宝塚音楽学校生 役
- 警視庁捜査一課9係 season8 第6話（2013年8月14日、テレビ朝日） - 佐野実希子 役[82]
- 水曜ミステリー9 作家探偵・山村美紗3 京都・舞妓殺人 死者からの招待状（2013年11月6日、テレビ東京） - 夏乃 役[82]
- 木曜時代劇 吉原裏同心（2014年6月26日 - 9月18日、NHK総合） - 薄墨太夫 役[82][91]
  - 正月時代劇 吉原裏同心〜新春吉原の大火〜（2016年1月3日）[92]
- 保育探偵25時〜花咲慎一郎は眠れない!!〜 第6話（2015年2月20日、テレビ東京） - 大月晴美 役[82]
- 連続テレビ小説 あさが来た 第12話 - 最終話（2015年10月10日 - 2016年4月1日、NHK） - 美和 役[21]
  - あさが来たスピンオフ 割れ鍋にとじ蓋（2016年4月23日、NHK BSプレミアム）[82][93]
- 重版出来!（2016年4月12日 - 6月14日、TBS） - ミサト 役[82][94]
- 超入門!落語 THE MOVIE 「庖丁」（2016年7月16日、NHK総合） - おあき 役[82]
- 月曜名作劇場 警視庁機動捜査隊216VI 絶てない鎖（2016年9月12日、TBS） - 森川奈緒 役[82]
- 土曜時代劇 忠臣蔵の恋〜四十八人目の忠臣〜 第17回 - 最終回（2017年2月4日 - 25日、NHK総合） - 須免 役[82][95]
- 下剋上受験 最終話（2017年3月17日、TBS） - 徳川百合子 役[82][96]
- 伝七捕物帳2 第4回（2017年8月25日、NHK BSプレミアム） - 白狐のお仙 役[82][97]
- 水戸黄門 第3話（2017年10月18日、BS-TBS） - お千代 役[82][98]
- 99.9-刑事専門弁護士- SEASON II 第1話・第2話（2018年1月14日・21日、TBS） - 鏑木美由紀 役[82][99]
- 鳴門秘帖（2018年4月20日 - 6月22日、NHK BSプレミアム） - 見返りお綱 役[82][100]
- 盤上のアルファ〜約束の将棋〜（2019年2月3日 - 24日、NHK BSプレミアム） - 静 役[101]
- 月曜名作劇場 今野敏サスペンス 警視庁東京湾臨海署〜安積班（2019年2月25日、TBS） - 水野真帆 役[102]
- やじ×きた 元祖・東海道中膝栗毛 第2話（2019年4月13日、BSテレ東） - 小夜 役[103]

### 映画
- 関西ジャニーズJr.の目指せ♪ドリームステージ!（2016年4月16日公開） - 和久井優子 役[104]
- 家に帰ると妻が必ず死んだふりをしています。（2018年6月8日公開） - 佐野由美子 役[105]

### バラエティー
- 日立 世界・ふしぎ発見! （TBS）[82] - ミステリーハンター、ナレーション
  - 2013年7月20日[106]
  - 2013年10月12日[107]
  - 2013年11月16日[108]
  - 2014年11月22日[109]
  - 2015年2月28日[110]
  - 2015年5月9日[111]
  - 2016年1月23日
  - 2016年4月30日
  - 2016年7月9日
  - 2016年11月12日
  - 2016年12月10日[112]
  - 2017年6月10日[113]
  - 2018年9月8日[114]
  - 2020年11月14日[115]
  - 2021年5月22日[116]
  - 2021年9月25日[117]
  - 2022年1月8日[118]
  - 2022年8月6日[119]
  - 2022年8月13日[120]
  - 2023年7月8日[121]

- 理想の恋人図鑑（2013年10月4日 - 2014年9月26日、関西テレビ） - ナビゲーター[82]
- 美のスタイリスト（2014年10月3日 - 2015年9月25日、関西テレビ） - ナビゲーター[82]
- 世界に誇る夢の超特急〜新幹線開発物語（2017年3月26日、BS-TBS） - ナレーション[82]

### ラジオドラマ
- 青春アドベンチャー（NHK-FM）
  - 「雨にもまけず粗茶一服」（2016年9月19日 - 30日） - 巴奈彌子 役[122]
  - 「帝冠の恋」（2017年1月30日 - 2月10日） - ゾフィー 役[123]
  - 「カーミラ」（2018年3月5日 - 9日） - カーミラ 役[124]
  - 「夢みるゴシック それは怪奇なセレナーデ」（2019年1月21日 - 25日） - レディ・ジェラルダイン・ブランドン 役[125]
  - 「夢みるゴシック それは常世のレクイエム」（2019年4月29日 - 5月3日） - グウェンヤ（モーヴ） 役[126]
  - 「ハプスブルクの宝剣」（2020年3月9日 - 4月3日） - テレーゼ 役[127]
  - 「レディ・トラベラー1920」（2020年11月16日 - 11月27日） - ジュリー 役[128]
  - 「1848」（2021年8月16日 - 9月3日） - マルギット 役[129]
  - 「ピアノdays」（2024年12月16日 - 20日）[130]
- 特集オーディオドラマ（NHK-FM）
  - 「春麻呂の夢」（2018年1月6日） - 札の声 役[131]
  - 「１９７５年に生まれて」（2025年3月22日）[132]
- FMシアター（NHK-FM）
  - 「嘘と餃子と設計図」（2022年4月23日） - 南海子 役[133]
  - 「アキといたこと」（2023年4月1日） - 志織 役[134]

## 広告
- 2009 - 2012年、『池田泉州銀行』[4][8]

## 受賞歴
- 2008年、『宝塚歌劇団年度賞』 - 2007年度新人賞[135]
- 2011年、『宝塚歌劇団年度賞』 - 2010年度優秀賞[136]
- 2011年、『阪急すみれ会パンジー賞』 - 娘役賞[136]